# Катастрофа A330 в Триполи
Катастрофа A330 в Триполи — крупная авиационная катастрофа, произошедшая утром 12 мая 2010 года. Авиалайнер Airbus A330-202 авиакомпании Afriqiyah Airways, выполнявший плановый рейс 8U771 по маршруту Йоханнесбург—Триполи, при заходе на посадку в пункте назначения рухнул на землю недалеко от взлётной полосы. Из находившихся на его борту 104 человек выжил 1.

## Самолёт
Airbus A330-202 (регистрационный номер 5A-ONG, серийный 1024) был выпущен в 2009 году (первый полет был совершён 12 августа того же года тестовым б/н F-WWYS). 15 сентября того же года был передан авиакомпании Afriqiyah Airways. Оснащён двумя турбовентиляторными двигателями General Electric CF6-80-E1. Последний плановый ремонт прошёл 3 мая 2010 года, никаких неполадок обнаружено не было. На день катастрофы совершил 572 цикла «взлёт-посадка» и налетал 2175 часов.

## Экипаж и пассажиры
Самолетом управлял опытный экипаж, его состав был таким:
- Командир воздушного судна (КВС) — 57-летний Юсyф aль-Саади (англ. Yusuf al-Saadi). Очень опытный пилот, проработал в авиакомпании Afriqiyah Airways 3 года (с 2007 года); до этого работал в авиакомпаниях Libyan Arab Airlines и Nouvelair. Управлял самолётами Fokker 28 (вторым пилотом), Boeing 727 и Airbus A320 (в качестве КВС). В должности командира Airbus A330 — с 12 мая 2009 года. Налетал 17 016 часов, 516 из них на Airbus A330.
- Второй пилот — 42-летний Тарек Абу-aль-Шаваши (англ. Tareq Abu-al-Shawashi). Опытный пилот, управлял самолётами DHC-6, Airbus A320 и Airbus A330. В должности второго пилота Airbus A330 — с 12 мая 2009 года. Налетал 4216 часов, 516 из них на Airbus A330.
- Второй пилот-стажёр — 37-летний  Назем aль-Тархуни (англ. Nazem al-Tarhuni). Опытный пилот, управлял самолётами Boeing 727, Airbus A320 и Airbus A330. В должности второго пилота-стажёра Airbus A330 — с 5 мая 2009 года. Налетал 1866 часов, 516 из них на Airbus A330.

| Гражданство    | Пассажиры | Экипаж | Всего |
| -------------- | --------- | ------ | ----- |
| Ливия          | 11        | 11     | 22    |
| Великобритания | 6         | 0      | 6     |
| Нидерланды     | 62        | 0      | 62    |
| ЮАР            | 3         | 0      | 3     |
| Филиппины      | 1         | 0      | 1     |
| Финляндия      | 1         | 0      | 1     |
| Франция        | 1         | 0      | 1     |
| Германия       | 2         | 0      | 2     |
| Зимбабве       | 1         | 0      | 1     |
| Всего          | 93        | 11     | 104   |

## Катастрофа
Рейс 8U771 вылетел из Йоханнесбурга в Триполи в 19:45 UTC 11 мая, на его борту находились 11 членов экипажа и 93 пассажира; большинство пассажиров было гражданами Нидерландов, которые возвращались из поездок в ЮАР. Согласно плану, расчётное время посадки рейса 771 в Триполи было 04:20 UTC 12 мая. Пилотирование осуществлял второй пилот.
В 02:18:58 был произведён первый контакт с ФИК Триполи. Самолёт находился на эшелоне полёта 400, выполняя полет в РПИ NDJAMINA, ожидая прибытия в TOMO, SEBHA, и TRIPOLI, в 02:26, 03:04, и 03:59 UTC, соответственно.
В 02:29:32 экипаж установил контакт с диспетчерской SEBHA и получил метеосводку как 11 23 50 Z 310/04 7000 SKC 20/17 QNH 1008. Никаких отклонений от нормы не зарегистрировано.
В 03:29:43 самолёт был опознан диспетчером РДЦ Триполи, и ему было дано указание направить 4032 и получить разрешение прямо на радиомаяк Триполи «TW» для подхода локатора к взлётно-посадочной полосы № 09. Погода была заявлена как: ветер штиль, видимость 6 км, небо ясное, температура / точка 19/17°C и QNH 1008.
В 03:30:11 экипаж запросил последнюю информацию о погоде и запросил спуск. Диспетчер сообщил погодные условия (ветер штиль, видимость 6 км, небо ясное, температура/точка росы 19/17°C, QNH 1008), и самолёт получил разрешение на снижение до эшелона полёта 90.
В 03:41:03 экипаж сообщил вахту авиакомпании, что прибудет в 04:05 без комментариев.
В 03:58:57 самолёт был переведен на башню Триполи на частоте 118,1 мегагерца, был установлен прямой контакт, и самолёт находился на высоте 1200 футов QNH.
В 03:59:19 башня Триполи уведомила самолёт о продолжении захода на посадку и сообщении о взлетно-посадочной полосе в поле зрения. Экипаж подтвердил передачу.
В 03:59:35 были выбраны высота ухода на второй круг (2000 футов) и угол траектории (-3°). В то же время самолёт получил сообщение от приземлившегося ранее рейса 8U721, предупреждающего рейс 8U771 о пятнах легкого тумана на коротком финале.
В 04:00:01 самолёт миновал локатор «TW» на высоте 1000 футов, и экипаж сообщил диспетчеру, что они сообщат, когда взлетно-посадочная полоса войдет, и запросили разрешение на посадку, если взлетно-посадочная полоса будет видна. Диспетчер согласился, сообщив, что ветер утих.
В 04:00:24 механический голос GPWS прозвучал «HUNDRED ABOVE», и командир сказал: Продолжаем. Второй пилот ответил так же, сказав: Продолжаем. Самолёт приближался к MDA на 620 футов.
В 04:00:42, когда самолёт находился на высоте 490 футов (280 GPWS), зазвучал сигнал GPWS «TOO LOW TERRAIN!». Командир приказал второму пилоту прекратить заход на посадку и уходить на второй круг. Второй пилот подтвердил это, и командир доложил диспетчеру. Затем был начат уход на второй круг, и самолёт поднялся на высоту 670 футов.
В 04:00:59 самолёт наклонился.
С 04:01:10 до 04:01:12 командир взял на себя управление самолётом, нажав кнопку приоритета и применив резкий удар носом вниз.
Примерно в 04:01:14 при путевой скорости 260 узлов и вертикальной скорости ниже 4400 футов/мин авиалайнер упал на землю примерно в 900 метрах от порога взлетно-посадочной полосы № 09 аэропорта Триполи на высоте 262 фута над уровнем моря (средний уровень моря). Лайнер полностью разрушился и сгорел.
Изначально сообщалось, что погибли все 104 человека на борту самолёта, но затем появилась информация о выжившем 8-летнем мальчике — гражданине Нидерландов. Вскоре был подтверждён 1 выживший в катастрофе — 9-летний пассажир Рубен ван Ассау (нидерл. Ruben van Assouw) был найден среди обломков и госпитализирован с множественными переломами обеих ног; его родители и брат погибли в катастрофе.

## Расследование
В ходе расследования было установлено, что заход на посадку происходил в условиях ограниченной видимости из-за густого тумана. Экипаж отключил автопилот и заходил на посадку в ручном режиме, однако затем принял решение уходить на второй круг и снова включил автопилот, но это решение было принято пилотами слишком поздно.